# Rytmika taneczna
Rytmika taneczna opiera się na schemacie konkretnego tańca. W Polsce najpopularniejsze tańce to tańce narodowe:
- krakowiak
- polonez
- mazur
- oberek
- kujawiak

Utwory, w których występuje rytmika taneczna:
1. P. Czajkowski – „Taniec wróżki” z baletu „Dziadek do orzechów” op. 71
2. E. Grieg – „Taniec Anitry” z I suity „Peer Gynt” op. 46
3. S. Moniuszko – Polonez z opery „Halka”